# Пактоманија
„Америчка пактоманија" представља феномен у америчкој дипломатској стратегији током раног Хладног рата, од краја 1940-их до средине 1950-их година, који се одликује иницирањем, склапањем или учешћем у мноштву пактова и савеза, све у склопу политике "обуздавања" комунизма, за коју се залагао председник Хари Труман.
Током мандата председника Двајта Д. Ајзенхауера, Сједињене Државе су, углавном захваљујући напорима државног секретара Џона Фостера Далеса, створиле савезе са 42 државе, а са скоро стотину њих су ушле у уговорне односе, што су посматрачи описали као „пактоманију“.
Ови пактови су понекад дозвољавали војне интервенције у складу са одредбама о колективној самоодбрани из члана 51. Поглавља VII Повеље Уједињених нација.

## Политичка позадина
Америчка "пактоманија" имала је место у особеном геостратешком контексту и била је повезана са различитим аспектима. На крају Другог светског рата, Сједињене Државе су биле водећа светска сила у многим областима (економској, трговинској, монетарној, индустријској, војној, научној, итд), а од 1945. до 1949. године имале су и монопол на нуклеарно оружје, који им је пружао најбољи могући одговор у случају војног напада на земљу. Насупрот њима, многе друге учеснице светског сукоба биле су значајно ослабљене ратом, укључујући и СССР који је због војних успеха уживао одређени престиж.
Америчко-совјетске тензије, које ће довести до избијања Хладног рата 1947. године, узрок су стварања пактова и савеза од стране Сједињених Држава у овом раздобљу.
Марта 1947, Труманова доктрина заступала је „сузбијање" комунизма и утицаја Совјетског Савеза у свету. Сједињеним Државама, које су се у то време постављале "на чело слободног света", успостављање војних савеза и сарадње било је једно од средстава за вршење утицаја на бројне државе на разним континентима, али и средство спречавања тих истих држава да уђу у совјетску сферу утицаја. Поред тога, Сједињене Државе биле су једини европски савезник који је био кадар да Западну Европу одбрани у случају совјетског напада или интервенције. Европске земље, примећујући совјетске тежње за ширењем утицаја, а посебно у случајевима Информбироа и државног удара у Чехословачкој, такође ће се и саме обраћати Американцима како би са њима склопиле војни савез.
Стварање бројних војних савеза од стране Сједињених Држава представљало је значајан раскид са њиховом дотадашњом спољном политиком, коју је још од стицања независности обележавао изолационизам. Било је потребно да 1948. године амерички Сенат пружи широку подршку Ванденберговој резолуцији како би америчка влада добила овлашћење да закључује војне савезе са другим земљама, укључујући и у мирнодопским условима.

## Мултилатерални споразуми
Од 1947. до средине 1950-их, код Сједињених Држава развила се "манија" потписивања пактова и савеза са групама држава из различитих светских регија, све са циљем супротстављања утицају Совјетског Савеза. Сједињене Државе успевају да у своје савезе укључе државе које се граниче са СССР, као што су Иран и Турска. Треба приметити да је Совјетски Савез тек 1955. године, потписивањем Варшавског пакта са земљама источног блока, почео да води војно-стратешку политику која би била алтернатива америчкој пактоманији.

### Споразум из Рија (1947)
Сједињене Државе су 1947. године потписале Међуамерички споразум о узајамној помоћи са 22 земље америчког континента и тиме у војном смислу успоставиле традиционални утицај који су на континенту вршиле још од испостављања Монроове доктрине из 1823.

### Северноатлантски споразум (1949)
Дана 4. априла 1949. године у Вашингтону, десет западноевропских држава, Канада и Сједињене Америчке Државе потписали су Северноатлантски споразум, из кога ће 1950, по избијању Корејског рата, израсти НАТО, како би се савезу обезбедила стална, ефикаснија организација у случају сукоба. Стална организација почела је са радом 1952, а њено првобитно седиште било је у Паризу. Првобитно је имала 12 чланица, да би јој 1952. приступиле Грчка и Турска, а 1955. године и Западна Немачка.

### АНЗУС (1951)
Споразум о безбедности Аустралије, Новог Зеланда и Сједињених Држава су 1. септембра 1951. у Сан Франциску Сједињене Државе, потписале са Аустралијом и Новим Зеландом. Потписивање овог споразума десило се у контексту Корејског рата и увећања броја споразума са земљама Азије и Океаније.

### СЕАТО (1954)
Удружење земаља Југоисточне Азије, или "Манилски пакт“, назван по главном граду Филипина, обједињавало је државе Азије и Океаније, и то Филипине, Тајланд, Пакистан, Аустралију и Нови Зеланд око стожера који су чиниле Сједињене Државе, Велика Британија и Француска.
Аустралија и Нови Зеланд истовремено су биле чланице АНЗУС.

### Багдадски пакт (1955)
Пакт о узајамној сарадњи, познатији као "Багдадски пакт“, по главном граду Ирака, окупљао је око Велике Британије и Сједињених Држава више блискоисточних земаља, и то Турску (истовремено и чланицу НАТО), Царску државу Иран, Краљевину Ирак и Пакистан (такође чланицу СЕАТО).
Треба напоменути да су западне силе већ у то време имале преовлађујући утицај на Арабијском полуострву, са "Квинсијевим пактом", потписаним 1945. између Сједињених Држава и Саудијске Арабије, те Споразумом о пријатељству и сарадњи који је са том земљом потписан 1951. године. Велика Британија, блиски амерички савезник, имала је на полуострву поседе Маскат и Оман, колонију Аден и девет емирата, а са Трансјорданом је 1946. године потписала 25-годишњи споразум о војном савезу.

## Билатерални споразуми
Сједињене Државе су потписивале и билатералне споразуме са појединим државама. То је био случај са Јапаном, са којим је 1951. потписан Споразум из Сан Франциска, Саудијском Арабијом која је споразум потписала исте године, као и са Филипинима.
Јужна Кореја је споразум потписала 1953, у оквиру Споразума о узајамној одбрани. Исте године, Сједињене Државе потписале су Мадридски пакт са франкистичком Шпанијом, која у то доба није била чланица НАТО.
1954. потписују споразум о одбрани са Републиком Кином (Тајван). 1955. потписују споразум о сарадњи и одбрани са Ираном. Марта 1956, Сједињене Државе и Холандија потписују у Хагу уговор о пријатељству, ДАФТ. 1955, са Великом Британијом САД су потписале споразум из Насауа.

## Државе у војном савезу са САД током 1950-их
- Аргентина (1948)
- Аустралија (1951)
- Белгија (1949)
- Боливија (1948)
- Бразил (1948)
- Венецуела (1948)
- Гватемала (1948)
- Грчка (1952)
- Данска (1949)
- Доминиканска Република (1948)
- Еквадор (1948)
- Западна Немачка (1955)
- Ирак (1955)
- Иран (1955)
- Исланд (1949)
- Италија (1949)
- Јапан (1951)
- Јужна Кореја (1953)
- Канада (1949)
- Република Кина (Тајван) (1955)
- Колумбија (1948)
- Костарика (1948)
- Куба (1948)
- Луксембург (1949)
- Мексико (1948)
- Никарагва (1948)
- Нови Зеланд (1951)
- Норвешка (1949)
- Пакистан (1954)
- Панама (1948)
- Парагвај (1948)
- Перу (1948)
- Португалија (1949)
- Салвадор (1948)
- Саудијска Арабија (1945-1951)
- Тајланд (1954)
- Турска (1952)
- Уједињено Краљевство (1949)
- Уругвај (1948)
- Филипини (1954)
- Француска (1949)
- Хаити (1948)
- Краљевина Холандија (1949-1956)
- Хондурас (1948)
- Чиле (1948)
- Шпанија (1953)